# Islas del Norte (Shetland)
Las islas del Norte (del inglés: North Isles) son las islas más septentrionales de las islas Shetland, Escocia. Las islas principales del grupo son Yell, Unst y Fetlar. A veces, las islas del Yell Sound se incluyen en este grupo.
Son un grupo importante, ya que Yell y Unst son la 2.ª y 3.ª islas más grandes del archipiélago, y también la 3.ª y 4.ª más pobladas (Whalsay, que no está en el grupo, es la 2.ª más poblada). Combinadas, su superficie terrestre total es mucho mayor que la del resto de las islas Shetland combinadas (excluyendo Mainland).

## Puntos extremos

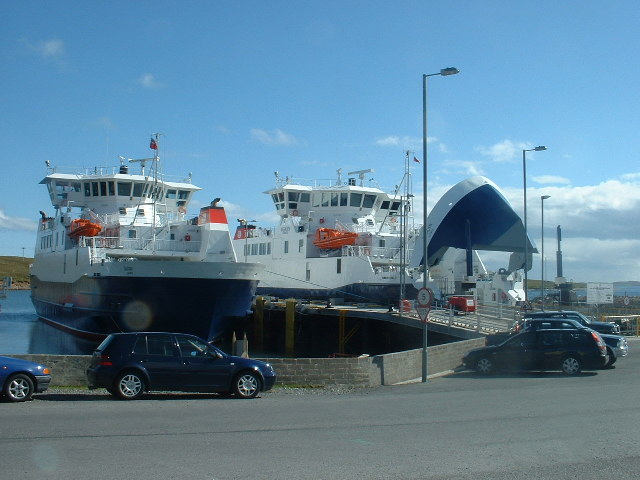
Daggri (dawn) and Dagalien (dusk) at Ulsta. These are ferries that run between Toft on Mainland and Yell

El grupo tiene la tierra más septentrional del Reino Unido y de las islas Shetland, Out Stack, cerca de Muckle Flugga, y también su asentamiento más al norte, Skaw, en la isla de Unst. Estos también resultan ser las posesiones territoriales británicas más septentrionales existentes en la actualidad, desde la independencia de Canadá, a diferencia de las de Cornualles, que representan a las partes más meridionales del Reino Unido, excluyendo las dependencias de la Corona y los territorios británicos de ultramar. De manera similar, la mayor parte de las reivindicaciones de derecho marítimo más al norte de Gran Bretaña también se basan en estas islas, lo que tiene un gran efecto sobre la pesca y las industrias del petróleo.
Fetlar también tiene algunos de los puntos más orientales de Escocia, con la excepción del grupo de las islas Skerries Exteriores, y gran parte de Fetlar y Unst están a menos de 350 km de Noruega.
Los viajeros no encuentran ninguna masa de tierra más entre Out Stack y el polo norte, si se dirigen directamente hacia el norte.
Otros récords británicos son los siguientes:
- castillo más al norte: Muness Castle;
- oficina postal más al norte: anteriormente Haroldswick, ahora Baltasound;
- faro más al norte: Muckle Flugga;
- carretera más al norte;
- fábrica más al norte: cervecería Valhalla (Valhalla Brewery);
- costa más al norte: Hermanness;
- iglesia más al norte: iglesia metodista de Haroldswick;[1]
- ferry más al norte de la ruta: Gutcher (Yell) a Belmont (Unst);
- "madera" más al norte: cerca de Baltasound;[2]

## Ferries
Los servicios de transbordadores regulares realizan las rutas más septentrionales de las islas británicas (excluidos los que van a la islas Feroe y a Islandia). Enlazan las islas de Yell y Unst, Yell y Fetlar y Yell y Mainland.